# Helmut Winkler
Helmut Winkler (* 2. Oktober 1900 in Flensburg; † 1. Januar 1983) war ein deutscher Textilunternehmer.

## Werdegang
Winkler kam als Sohn des Unternehmers Gustav Winkler zur Welt. Nach dem Notabitur 1917 wurde er zum Kriegsdienst eingezogen. Sein Studium schloss er mit Promotion zum Dr. rer. pol. ab. Später übernahm er die von seinem Vater gegründete Textilfabrik in Greiffenberg (Schlesien). Nach dem Zweiten Weltkrieg kam er als Flüchtling nach Baden.  Dort errichtete er ab 1948 mit der Spinnerei Lauffenmühle in Lauchringen, die sein Vater bereits vor dem Krieg (1935) erworben hatte, und der Taschentuchweberei in Blumberg zwei große Textilbetriebe, in denen er fast ausschließlich Flüchtlinge beschäftigte. Später kamen weitere Standorte wie die Greiff-Werke Gustav Winkler KG in Bamberg und die Taschentuch-Werke Gustav Winkler KG in Bielefeld dazu. Mit seiner Familie bezog er das Haus über der Wutach auf Tiengener Gemarkung.
Daneben war er Beirat der Freiburger Niederlassung der Deutschen Bank.

## Ehrungen
- 1950: Ehrensenator der Technischen Hochschule Karlsruhe
- 1951: Verdienstkreuz am Bande der Bundesrepublik Deutschland
- 1975: Verdienstkreuz 1. Klasse der Bundesrepublik Deutschland
- 1978: Ehrenbürger der Stadt Blumberg
- 1981: Verdienstmedaille des Landes Baden-Württemberg
- Ehrenbürger der Gemeinde Lauchringen
- 1981: Forum-Preis der Textilwirtschaft